# Liste der Staatsoberhäupter 1283
Übersicht
◄◄ | ◄ | 1279 | 1280 | 1281 | 1282 | Liste der Staatsoberhäupter 1283 | 1284 | 1285 | 1286 | 1287 | ► | ►►

Weitere Ereignisse

## Afrika
- Ägypten (Bahri-Dynastie)
  - Sultan: Qalawun (1279–1290)

- Algerien (Abdalwadiden)
  - Sultan: Abu Said Uthman I. (1282–1303)

- Äthiopien
  - Kaiser (Negus Negest): Yekuno Amlak (1270–1285)

- Ifriqiya (Ost-Algerien, Tunesien) (Hafsiden)
  - Kalif: Abu Ishaq Ibrahim I. (1279–1283)
  - Kalif: Abd al-Aziz I. (1283)
  - Kalif: Ibn Abi Umara (1283–1284)

- Kanem-Bornu (Sefuwa-Dynastie)
  - König: Kashim Biri (1270–1290)

- Königreich Mali
  - König: Abu Bakr (1275–1285)

- Marokko (Meriniden)
  - Sultan: Abu Yusuf Yaqub (1259–1286)

## Amerika
- Inkareich
  - Sinchi: Lloque Yupanqui (ca. 1260–ca. 1290)

## Asien
- Bagan
  - König: Narathihapate (1254–1287)

- Champa
  - König: Jaya Indravarman VI. (1257–1285)

- China und Mongolei (Yuan-Dynastie)
  - Kaiser: Kublai Khan (1260–1294)

- Georgien
  - König: Dimitri II. der Selbstaufopferer (1270–1289)

- Reich der Goldenen Horde
  - Khan: Tuda Möngke (1280–1287)

- Indien
  - Ahom (Assam)
    - König: Subinphaa (1281–1293)

  - Delhi
    - Sultan: Ghiyas ud din Balban (1266–1286)

  - Hoysala (im heutigen Karnataka)
    - König: Narasimha III. (1254–1291)

  - Pandya (in Südindien)
    - König: Maaravaramban Kulasekara Pandyan I. (1268–1308)

- Japan
  - Kaiser: Go-Uda (1274–1287)
  - Shōgun (Kamakura): Koreyasu (1266–1289)

- Kambuja (Khmer)
  - König: Jayavarman VIII. (1243–1295)

- Kleinarmenien
  - König: Leon III. (1270–1289)

- Korea (Goryeo-Dynastie)
  - König: Chungnyeol Wang (1274–1308)

- Kreuzfahrerstaaten
  - Königreich Jerusalem
    - König: Hugo I. (1268–1284)

  - Grafschaft Tripolis
    - Graf: Bohemund IV. (1275–1287)

- Persien
  - Ilchan: Tekuder (1282–1284)

- Ryūkyū-Inseln
  - König: Eiso (1260–1299)

- Seldschuken
  - Rum-Seldschuken
    - Sultan: Mas'ud II. (1282–1284) (1284–1293) (1294–1301) (1303–1307)

- Siam
  - Lan Na
    - König: Mangrai (1259–1317)

  - Sukhothai
    - König: Ramkhamhaeng (1279–1298)

- Trapezunt
  - Kaiser: Johannes II. Komnenos (1280–1284) (1285–1297)

- Vietnam (Tran-Dynastie)
  - Kaiser: Trần Khâm (1278–1293)

## Europa
- Achaia
  - Fürst: Karl I. von Neapel (1278–1285)

- Andorra
  - Co-Fürsten:
    - Graf von Foix: Roger Bernard III. (1278–1302)
    - Bischof von Urgell: Pere d’Urtx (1278–1293)

- Archipelagos
  - Herzog: Marco II. (1262–1303)

- Athen
  - Herzog: Wilhelm I. de la Roche (1280–1287)

- Bulgarien
  - Zar: Georg I. (1280–1292)

- Byzantinisches Reich
  - Kaiser: Andronikos II. (1282–1328)

- Dänemark
  - König: Erik V. Klipping (1259–1286)
  - Schleswig
    - Herzog: Waldemar IV. (1272–1312)

- Deutschordensstaat
  - Hochmeister: Burchard von Schwanden (1283–1290)

- England
  - König: Eduard I. (1272–1307)

- Epirus
  - Despot: Nikephoros I. Angelos (1271–1297)

- Frankreich
  - König: Philipp III.  (1270–1285)
  - Alençon fällt 1283 zurück an die Krone
    - Graf: Peter I. (1269–1283)

  - Armagnac
    - Graf: Géraud VI. (1256–1285)

  - Artois
    - Graf: Robert II. (1250–1302)

  - Astarac
    - Graf: Bernard III. (1249–1291)

  - Aumale
    - Graf: Johann I. (1269–1302)

  - Auvergne (Grafschaft)
    - Graf: Robert VI. (1279–1314)

  - Auvergne (Dauphiné)
    - Dauphin: Robert IV. (1282–1324)

  - Auxerre
    - Gräfin: Alix (1273–1290)

  - Bar
    - Graf: Theobald II. (1239–1291)

  - Blois
    - Gräfin: Johanna (1279–1292)

  - Bretagne
    - Herzog: Johann I. (1221–1286)

  - Burgund (Herzogtum)
    - Herzog: Robert II. (1272–1305)

  - Burgund (Freigrafschaft)
    - Pfalzgraf: Otto IV. (1279–1303)

  - Champagne
    - Gräfin: Johanna I. (1274–1305)

  - Chartres
    - Gräfin: Johanna von Châtillon (1279–1286)

  - Comminges
    - Graf: Bernard VI. (1241–1295(?))

  - Dauphiné
    - Gräfin: Anna (1281–1298)

  - Dreux
    - Graf: Johann II. (1282–1309)

  - Eu
    - Graf: Johann II. (1270–1294)

  - Foix
    - Graf: Roger-Bernard III. (1265–1302)

  - Guyenne
    - Herzog: Eduard I. von England (1272–1306)

  - Marche
    - Graf: Hugo XIII. von Lusignan (1270–1303)

  - Narbonne
    - Vizegraf: Aimery IV. (1270–1298)

  - Nevers
    - Graf: Ludwig I. (1280–1322)

  - Orange
    - Fürst: Bertrand III. (1282–1335)

  - Penthièvre
    - Graf: Johann I. (1272–1286)

  - Périgord
    - Graf: Archambaud III. (1251–1294)

  - Provence
    - Graf: Karl I. (1267–1285)

  - Rethel
    - Graf: Hugo IV. (1272–1285)

  - Rodez
    - Graf: Heinrich II. (1274–1304)

  - Sancerre
    - Graf: Stephan II. (1280–1306)

  - Tonnerre
    - Gräfin: Margarete (1273–1309)

  - Vendôme
    - Graf: Johann V. (1271–1315)

- Heiliges Römisches Reich
  - König: Rudolf I. von Habsburg (1273–1291)
  - Kurfürstentümer
    - Erzstift Köln
      - Erzbischof: Siegfried von Westerburg (1275–1297)

    - Erzstift Mainz
      - Erzbischof: Werner von Eppstein (1259–1284)

    - Erzstift Trier
      - Erzbischof: Heinrich II. von Finstingen (1260–1286)

    - Böhmen
      - König: Wenzel II. (1278–1305)

    - Brandenburg
      - Markgraf: Otto IV. (1267–1308)

    - Kurpfalz
      - Pfalzgraf: Ludwig II. der Strenge (1253–1294)

    - Sachsen
      - Herzog: Albrecht II. (1260–1298)

  - geistliche Fürstentümer
    - Hochstift Augsburg
      - Bischof: Hartmann von Dillingen (1248–1286)

    - Hochstift Bamberg
      - Bischof: Berthold von Leiningen (1257–1285)

    - Hochstift Basel
      - Bischof: Heinrich IV. (1275–1286) (1286–1288 Erzbischof von Mainz)

    - Erzstift Besançon
      - Erzbischof: Odo de Rougemont (1269–1301)

    - Hochstift Brandenburg
      - Bischof: Gebhard (1278/79–1287)

    - Erzstift Bremen-Hamburg
      - Erzbischof: Giselbert von Brunkhorst (1273–1306)

    - Hochstift Brixen
      - Bischof: Bruno von Kirchberg (1250–1288)

    - Hochstift Cambrai
      - Bischof: Enguerrand II. de Créaui (1274–1292)

    - Hochstift Cammin
      - Bischof: Hermann von Gleichen (1251–1288/9)

    - Hochstift Chur
      - Bischof: Friedrich I. von Montfort (1282–1290)

    - Hochstift Eichstätt
      - Bischof: Reinboto von Meilenhart (1279–1297)

    - Hochstift Freising
      - Bischof: Emicho, Wildgraf von Wittelsbach (1283–1311)

    - Hochstift Genf
      - Bischof: Robert von Genf (1276–1287)

    - Hochstift Halberstadt
      - Bischof: Volrad von Kranichfeld (1254/55–1296)

    - Hochstift Havelberg
      - Bischof: Heinrich II. (1271/72–1290)

    - Hochstift Hildesheim
      - Bischof: Siegfried II. von Querfurt (1279–1310)

    - Hochstift Konstanz
      - Bischof: Rudolf I. von Habsburg-Laufenburg (1274–1293)

    - Hochstift Lausanne
      - Bischof: Guillaume II. de Champvent (1273–1301)

    - Hochstift Lübeck
      - Bischof: Burkhard von Serkem (1276–1317)

    - Hochstift Lüttich
      - Bischof: Johann IV. von Flandern (1282–1292) (1279–1282 Bischof von Metz)

    - Erzstift Magdeburg
      - Erzbischof: Bernhard, Graf von Wölpe (1279–1282/83) (1307–1310 Erzbischof von Bremen-Hamburg)
      - Erzbischof: Erich von Brandenburg (1283–1295)

    - Hochstift Meißen
      - Bischof: Withego I. von Furra (1266–1293)

    - Hochstift Merseburg
      - Bischof: Friedrich I. von Torgau (1265–1283)
      - Bischof: Heinrich III. von Ammendorf (1283–1301)

    - Hochstift Metz
      - Bischof: Burchard von Avesnes (1282–1296) (1281–1282 Bischof von Lüttich)

    - Hochstift Minden
      - Bischof: Volkwin V. von Schwalenberg (1275–1293)

    - Hochstift Münster
      - Bischof: Everhard von Diest (1275–1301)

    - Hochstift Naumburg
      - Bischof: Ludolf von Mihla (1280–1285)

    - Hochstift Osnabrück
      - Bischof: Konrad II. von Rietberg (1270–1297)

    - Hochstift Paderborn
      - Bischof: Otto von Rietberg (1277–1307)

    - Hochstift Passau
      - Bischof: Gottfried (1282–1285)

    - Hochstift Ratzeburg
      - Bischof: Ulrich von Blücher (1257–1284)

    - Hochstift Regensburg
      - Bischof: Heinrich II. von Rotteneck (1277–1296)

    - Erzstift Salzburg
      - Erzbischof: Friedrich II. von Walchen (1270–1284)

    - Hochstift Schwerin
      - Bischof: Hermann I. von Schladen (1263–1291)

    - Hochstift Sitten
      - Bischof: Pierre d’Oron (1274–1287)

    - Hochstift Speyer
      - Bischof: Friedrich von Bolanden (1272–1302)

    - Hochstift Straßburg
      - Bischof: Konrad III. von Lichtenberg (1273–1299)

    - Hochstift Toul
      - Bischof: Konrad II. von Tübingen (1272–1296)

    - Hochstift Trient
      - Bischof: Heinrich II. (1273–1289)

    - Hochstift Utrecht
      - Bischof: Johann I. von Nassau (1267–1290)

    - Hochstift Verden
      - Bischof: Konrad I. von Braunschweig-Lüneburg (1269–1300)

    - Hochstift Verdun
      - Bischof: Heinrich III. von Granson (1278–1286)

    - Hochstift Worms
      - Bischof: Friedrich I., Rheingraf von Baumburg (1277–1283)
      - Bischof: Simon von Schöneck (1283–1291)

    - Hochstift Würzburg
      - Bischof: Berthold II. von Sternberg (1274–1287)

  - weltliche Fürstentümer
    - Anhalt
      -  Anhalt-Aschersleben
        - Fürst: Otto I. (1266–1304)

      -  Fürstentum Anhalt-Bernburg
        - Fürst: Bernhard I. (1252–1287)

      -  Anhalt-Zerbst
        - Fürst: Siegfried I. (1252–1298)

    - Baden
      - Markgraf: Rudolf I. (1243–1288)

    - Bayern
      - Niederbayern
        - Herzog: Heinrich XIII. (1253–1290)

      - Oberbayern
        - Herzog: Ludwig II. der Strenge (1253–1294)

    - Berg
      - Graf: Adolf V. (1259–1296)

    - Brabant und Niederlothringen
      - Herzog: Johann I. (1267–1294)

    - Herzogtum Braunschweig
      - Altes Haus Braunschweig (gemeinsame Herrschaft bis 1291: Teilung in Göttingen, Grubenhagen und Wolfenbüttel)
        - Herzog: Wilhelm I. (1279–1291)
        - Herzog: Albrecht II. der Fette (1279–1291)
        - Herzog: Heinrich I. (1279–1291)

      - Braunschweig-Lüneburg
        - Herzog: Otto II. der Strenge (1277–1330)

    - Flandern
      - Graf: Guido I. (1278–1305)

    - Geldern
      - Graf: Rainald I. (1271–1318)

    - Hanau
      - Herr: Ulrich I. (1281–1305/06)

    - Hennegau
      - Graf: Johann (1280–1304)

    - Hessen
      - Landgraf: Heinrich I. (1247–1308)

    - Hohenzollern
      - Graf: Friedrich V. (1251/55–1289)

    - Holland
      - Graf: Florens V. (1256–1296)

    - Holstein
      - Holstein-Itzehoe
        - Graf: Gerhard I. (1261–1290)

      - Holstein-Kiel
        - Graf: Johann II. (1263–1316)

      - Holstein-Segeberg
        - Graf: Adolf V. (1273–1308)

    - Jülich
      - Graf: Walram (1278–1297)

    - Kärnten
      - Herzog: Rudolf I. (1276–1286)

    - Kleve
      - Graf: Dietrich VI./VIII. (1275–1305)

    - Limburg
      - Herzog: Rainald I. (1280–1288)

    - Lippe
      - Herr: Simon I. (1273–1344)

    - Lothringen
      - Herzog: Friedrich III. (1251–1303)

    - Luxemburg
      - Graf: Heinrich VI. (1281–1288)

    - Mark
      - Graf: Eberhard II. (1277–1308)

    - Mecklenburg
      - Fürst: Heinrich I. (1264–1302)

    - Markgrafschaft Meißen
      - Markgraf: Heinrich III. (1221–1288)

    - Namur
      - Graf: Guido I. (1263–1297)

    - Nassau
      - walramische Linie
        - Graf: Adolf (1277–1298)

      - ottonische Linie
        - Graf: Otto I. (1255–1290)

    - Nürnberg
      - Burggraf: Friedrich III. (1261–1297)

    - Oldenburg
      - Alt-Bruchhausen
        - Graf: Hildebold I. (1278–1310)

      - Neu-Bruchhausen
        - Graf: Gerhard I. (1278–1310)

      - Delmenhorst
        - Graf: Otto II. (1278–1304)

      - Oldenburg
        - Graf: Christian III. (1270–1285) (1270–1278 gemeinsam mit Otto II.)

    - Ortenberg
      - Graf: Rapoto IV. (1275–1296)

    - Österreich
      - Herzog: Albrecht I. (1282–1308)
      - Herzog: Rudolf II. (1282–1283)

    - Pommern
      - Herzog: Barnim II. (1278–1295)
      - Herzog: Otto I. (1278–1295)
      - Herzog: Bogislaw IV. (1278–1295)

    - Ravensberg
      - Graf: Otto III. (1249–1306)

    - Saarbrücken
      - Graf: Simon IV. (1271–1308)

    - Schwerin
      - Schwerin
        - Graf: Helmhold III. (1274–1295)

      - Wittenburg
        - Graf: Nikolaus I. (1274–1323)

    - Steiermark
      - Herzog: Albrecht I. (1282–1308)
      - Herzog: Rudolf II. (1282–1283)

    - Tecklenburg
      - Graf: Otto III. (1279–1285)

    - Tirol
      - Graf: Meinhard II. (1258–1295)

    - Veldenz
      - Graf: Heinrich I. von Hohengeroldseck (1277–1298)

    - Waldeck
      - Graf: Otto I. (1271–1305)

    - Weimar-Orlamünde
      - Graf: Otto III. (1247–1285)

    - Württemberg
      - Graf: Eberhard I. (1279–1325)

    - Zweibrücken
      - Graf: Walram I. (1282–1309)

- Italien
  - Ferrara
    - Herr: Obizzo II. d’Este (1264–1293)

  - Kirchenstaat
    - Papst: Martin IV. (1281–1285)

  - Mailand
    - Erzbischof: Ottone Visconti (1262/77–1287)

  - Mantua
    - Rektor: Pinamonte Bonacolsi (1272–1291)

  - Montferrat
    - Markgraf: Wilhelm VII. (1253/55–1290)

  - Neapel
    - König: Karl I. (1282–1285)

  - Saluzzo
    - Markgraf: Thomas I. (1244–1296)

  - Savoyen
    - Graf: Philipp I. (1268–1285)

  - Sizilien
    - König: Peter I. (1282–1285)

  - Venedig
    - Doge: Giovanni Dandolo (1280–1289)

  - Verona
    - Podestà: Alberto I. (1277–1301)

- Litauen
  - Großfürst: Daumantas (1281–1285)

- Livland
  - Landmeister: Wilhelm von Nindorf (1282–1287)

- Norwegen
  - König: Erik II. Magnusson (1280–1299)

- Polen
  - Seniorherzog: Leszek II. (1279–1288)
  - Pommerellen
    - Herzog: Mestwin II. (1266–1294)

- Portugal
  - König: Dionysius (1279–1325)

- Russland
  - Moskau
    - Fürst: Daniel (1283–1303)

  - Wladimir
    - Großfürst: Dimitrij I. (1277–1294)

- Schottland
  - König: Alexander III. (1249–1286)

- Schweden
  - König: Magnus I. Ladulås (1275–1290)

- Serbien
  - Fürst: Stefan Uroš II. Milutin (1282–1321)

- Spanien
  - Aragón
    - König: Peter III. (1276–1285)

  - Cerdanya
    - Graf: Jakob II. (1276–1311)

  - Granada (Nasriden)
    - Emir: Muhammad II. al-Faqih (1273–1302)

  - Kastilien-León
    - König: Alfons X. der Weise (1252–1284)

  - Mallorca
    - König: Jakob II. (1276–1311)

  - Navarra
    - Königin: Johanna I. (1274–1305)

  - Urgell
    - Graf: Ermengol X. (1268–1314)

- Ungarn
  - König: Ladislaus IV. (1272–1290)

- Walachei
  - Fürst: Bărbat (1273–1285)

- Wales 1283 von England erobert
  - Deheubarth (1234–1283 unter Oberherrschaft von Gwynned)
    - Fürst: Rhys ap Maredudd (1271–1283)

  - Gwynedd
    - König: Dafydd ap Gruffydd (1282–1283)

  - Powys
    - Powys Wenwynwyn (Süd-Powys)
      - Fürst: Gruffydd ap Gwenwynwyn (1240–1286)

- Zypern
  - König: Hugo III. (1267–1284)